# 6316-os mellékút (Magyarország)
A 6316-os számú mellékút egy közel tíz kilométer hosszú, négy számjegyű mellékút Tolna vármegye középső részén. Medina települést köti össze az észak-déli irányt követő 63-as főúttal és a térség egy másik, ugyanilyen irányt követő, hosszabb útvonalával.

## Nyomvonala
A 63-as főútból ágazik ki, annak 8+600-as kilométerszelvénye táján, Szedres belterületén, nyugati irányban. Majdnem ugyanott torkollik be a főútba – pár lépéssel délebbre –, az ellenkező irányból a 6235-ös út, Tengelic felől. Arany János utca néven halad a település belterületén, majd a falu szélén egy szakaszon a Flóri kert nevet viseli; 800 méter után lép ki a község belterületéről. 1,5 kilométer után halad el az egykori Bezerédj-kastély mellett, és 2,8 kilométer után éri el Medina határát.
A Sárvíz folyását már ez utóbbi település területén keresztezi, néhány méterrel arrébb, majd 3,6 kilométer után áthalad a Sió felett is. Ezután belép Medina házai közé, ahol kisebb irányváltásokkal előbb Kossuth Lajos utca, majd Rákóczi utca, legdélebbi szakaszán pedig Szőlőhegyi utca a települési neve. Az ötödik kilométere táján lép ki a település lakott területéről, majd 7,5 kilométer után éri el Szőlőhegy településrészt. Több mint egy kilométeren át az itteni házak között húzódik, végül beletorkollik a 6317-es útba, annak 6+100-as kilométerszelvényénél, Medina és Zomba közigazgatási határán, de utóbbi település központjától több mint öt kilométerre északkeletre.
Teljes hossza, az országos közutak térképes nyilvántartását szolgáló kira.gov.hu adatbázisa szerint 9,222 kilométer.

## Története
1934-ben a kereskedelem- és közlekedésügyi miniszter 70 846/1934. számú rendelete a Szedres és Medina közti szakaszát harmadrendű főúttá nyilvánította, a Fadd-Tamási közt kitűzött, de ebben a formában, teljes hosszában talán soha ki nem épített 612-es főút részeként.